# Kansas City Blues Rugby Football Club
 (juillet 2025).
Motif : Aucune source secondaire ne permet de vérifier la notoriété de ce club amateur
- Archive Wikiwix
- Bing
- Cairn
- DuckDuckGo
- E. Universalis
- Gallica
- Google
- G. Books
- G. News
- G. Scholar
- Persée
- Qwant
- (zh) Baidu
- (ru) Yandex
- (wd) trouver des œuvres sur Wikidata

| 1. | Préciser le motif de la pose du bandeau. | Précisez le motif de la pose du bandeau en utilisant la syntaxe suivante : {{admissibilité à vérifier\|date=juillet 2025\|motif=remplacez ce texte par le motif}}                                          |
| 2. | Informer les utilisateurs concernés.     | Pensez à avertir le créateur de l'article, par exemple, en insérant le code ci-dessous sur sa page de discussion : {{subst:avertissement admissibilité à vérifier\|Kansas City Blues Rugby Football Club}} |

Maillots
Actualités
Le Kansas City Blues est un club de rugby à XV américain créé en 1966 et évoluant en Men's D1 Club Championship.

## Effectif actuel
| - Adio, Bayo - Agee, Brandon - Allen, Jay - Carrer,a Pablo - Clarke, James - Clough, Chaz - Cummings, Casey - Cummings, Marty - Curtis, Tim - D’Agostino, Joe - Eftink, Jim - Fitzmaurice, Adam - Foster, Nathan - George, Chris - Graves, Brian - Haider, Luke - Hartley, Erik - Heins, Dylan - Henson, Chuck - Hicks, Keith | - Hildebrand, Zack - Hodges, Tyler - Hoover, Matthew - Christopher, Julius - Jackman, Steve - Kerr, Zack - Klinzing, Brian - Knutsen, John - Korte, Pat - McLeod, Jim - McAvoy, Scott - Mcdonnough, Conner - McFarland, Colin - Mercer, Kelly - Moore, Gannon - Murphy, Brendan - Murray, Sean - Mills, Ed - Orth, Ben | - Orth, Brodie - Racule, Billy - Saunders, Lloyd - Schleper, Steve - Schwartze, Kevin - Scoma, Mike - Scott, Kenny - Smith, Conner - Spangler, Josh - Staab, Mike - Stayer, Devin - Stout, Jack - Sua, Ross - Tapia, Jesse - Vogt, Jack - Winemiller, Jordan - Zillner, Zack |